# ستيوا بوخارست
نادي إف سي إس بي لكرة القدم (بالرومانية: Fotbal Club FCSB) ويعرف بإسم ستيوا بوخارست هو نادٍ رياضي من بوخارست، رومانيا. تأسس في 7 يونيو 1947 تحت اسم "ASA Bucureşti" (اتحاد الجيش الرياضي). في عام 1961 تم استبدال الاسم إلى "Steaua" أي النجم.
يعد ستيوا بوخارست أول فريق من أوروبا الشرقية يحصل على دوري أبطال أوروبا عام 1986. كما حصل على بطولة كأس النخبة الأوروبي عام 1987. ويعد من أشهر الأندية الرومانية حالياً. بالإضافة إلى كرة القدم، يعرف الفريق أيضاً في ألعاب أخرى مثل الرغبي، وهوكي الجليد، وكرة اليد، وكرة الماء، وكرة السلة، والكرة الطائرة، وألعاب القوى، والسباحة، والجمباز، والملاكمة، ورياضات أخرى. لونا الفريق هما الأحمر والأزرق.

## بطولات الفريق
- دوري أبطال أوروبا: 1985-86
- كأس السوبر الأوروبي: 1986
- الدوري الروماني الدرجة الأولى: 1951، 1952، 1953، 1956، 1959-60، 1960-61، 1967-68، 1975-76، 1977-78، 1984-85، 1985-86، 1986-87، 1987-88، 1988-89، 1992-93، 1993-94، 1994-95، 1995-96، 1996-97، 1997-98، 2000-01، 2004-05، 2005-06
- كأس رومانيا: 1948-49، 1950، 1951، 1952، 1955، 1961-62، 1965-66، 1966-67، 1968-69، 1969-70، 1970-71، 1975-76، 1978-79، 1984-85، 1986-87، 1987-88، 1991-92، 1995-96، 1996-97، 1998-99
- كأس السوبر الروماني: 1994، 1995، 1998، 2001، 2006

## وصلات خارجية
- الموقع الرسمي نسخة محفوظة 26 أغسطس 2004 على موقع واي باك مشين.